# Grzybowiec (Karkonosze)
Grzybowiec (niem. Matzlerberg, Bismarckhöhe, 751 m n.p.m.) – szczyt w Karkonoszach, w obrębie Pogórza Karkonoskiego.
Najwyższy szczyt rozległego masywu w północno-zachodniej części Pogórza Karkonoskiego, położonego pomiędzy Piechowicami, Sobieszowem, Jagniątkowem, Michałowicami i Szklarską Porębą Dolną. Masyw ten składa się z pięciu grzbietów wybiegających ze szczytu Grzybowca. Są to:
- zachodni z Drewniakiem i Złotym Widokiem,
- północno-zachodni z Piechowicką Górą,
- północny z Kątnikiem i Młynikiem,
- północno-wschodni z Trzmielakiem, Sobieszem i Ostroszem,
- południowo-wschodni (najkrótszy) z Sośnikiem.

Cały masyw zbudowany jest z granitu karkonoskiego. Pod szczytem znajdują się skałki. Skałki występują też w całym masywie.
Na szczycie znajduje się pensjonat Grzybowiec-Bismarckhöhe (715 m n.p.m.). Była to siedziba kanclerza Niemiec Ottona von Bismarcka.